# Tethra (gruppo musicale)
I Tethra sono un gruppo Melancholic Doom Death Metal italiano formatosi nel 2008 in Italia.

## Storia

### La formazione e la scelta del nome
I Tethra si formano nel 2008 grazie all'incontro di quattro personaggi ben conosciuti nella scena metal underground italiana.
L'idea prende corpo dall'incontro tra il cantante Clode Tethra (ex: Apeiron, Coram Lethe, Gory Blister, Summoner) e del chitarrista Belfagor (storico chitarrista degli Horrid), ai quali si uniscono in brevissimo tempo il batterista Michele Ercolano (Madhour, Sidhe, Vexed)  e il bassista Alex Guarino (ex: Malus Vivendi, Self Disgrace).
L'intenzione della band era comporre musica che deviasse con decisione dal tracciato delle varie band di provenienza.

Il nome che viene scelto ha un significato particolarmente oscuro e personale per i membri della band. In un'intervista il cantante Clode ne parla con queste parole: 
“Il nome della band per noi è sempre stato sinonimo del cancello che separa il mondo dei vivi da quello dei dipartiti. Poi se cerchi nella mitologia irlandese Tethra era il re dei Fomoriani che regnò dopo la sua morte nel mitico reame del Mag Mell, accessibile solo attraverso la morte o la gloria e visto come una lontana isola o un regno sito sul fondo degli abissi. Tutto, intorno alla musica e al concept lirico di questa band, ci riporta costantemente al nostro ultimo momento, fin dagli albori del genere umano il culto dei morti è stato trattato come una delle più fondamentali e importanti forme d’arte, questo è il nostro modo di rendere omaggio all’inevitabile che dall’alba dei tempi ci affascina, lo conferma la nostra tenuta da palco: delle tonache nere. Siamo i sacerdoti di uno dei culti più duraturi e prolifici dell’intera storia”.

### Il primo EP: "At the Gates of Doom" (2008-2012)
I Tethra iniziano fin da subito a suonare dal vivo e tra 2008 e 2012 hanno condiviso il palco del Masters of Doom con Saturnus e The Foreshadowing, partecipano al Maximum rock fest 2011 con Sepultura e Sadist, suonano di spalla a Necrodeath, Longobardeath, Thunderstorm, Folkstone, Daylight Dies, Forgotten Tomb, Jackfrost e partecipano al Malta Doom Fest 2012 (Festival di riferimento europeo per la scena Doom Metal).
La composizione del primo EP è strata estremamente rapida. La band afferma che, già alla fine della prima prova, avevano composto quasi interamente (liriche comprese), quello che sarebbe diventato il loro manifesto, la canzone "Everyone Must Die", che ha dato inizio a quello che sarebbe diventato il loro suono particolare.
Durante l'estate del 2010 i Tethra registrano il loro primo mini cd "At the Gates of Doom" agli Occultum Studios sotto la supervisione di Ossian, mastermind dei seminali Opera IX. Il mini cd è stato rilasciato per la Occultum Promotion ed è stato distribuito in Italia da Masterpiece. La band entrerà nel 2011 nel rooster dell'agenzia Eagle Booking.
L'EP è composto da 5 tracce: un'intro strumentale e 4 pezzi originali. Come chiaramente intuibile dal titolo, l’opera poggia le proprie basi su un doom dinamico che mescola atmosfere malinconiche e decadenti ad altre più dirette ed aggressive. Spartiacque per queste due anime dei Tethra è la voce di Clode, costantemente in bilico tra un growl possente e delle efficaci parti in cantato pulito che mettono in risalto l’anima più viscerale della band. Emblematiche in questo senso sono “Arise From My Fate” e la title track "At the Gates of Doom" in cui emerge il lato più angosciante del suono dei Tethra. Più accademiche e dirette sono invece “Everyone Must Die” e la traccia conclusiva “My Agony”. La produzione è particolarmente riuscita nei suoni di chitarra.
Dal cd è stata estratta "Everyone Must Die" per la realizzazione del primo video del gruppo. Il video è stato diretto da Stefano Visintin e pubblicato in marzo 2011.

### "Drown into the Sea of Life" (2012-2016)
Nell'ottobre del 2012 i Tethra annunciano l'inizio delle registrazioni del primo album completo. Per le incisioni delle batterie sono stati scelti gli XM Studios di Busto Arsizio mentre il resto verrà inciso agli Elnor Studios sotto la supervisione di Mattia Stancioiu (storico batterista dei Labyrinth). Nel settembre 2013 la band esordisce con il suo primo full length "Drown into the Sea of Life", con la label House of Ashes Production.
L'album è un concept di 9 tracce originali in cui tutti i testi sono focalizzati sull'acqua e riprendono il tema principale del mini cd, il passaggio tra la vita e la morte. Il doom death in cui i Tethra si cimentano in questo disco è ancorato saldamente alle caratteristiche e alle influenze principali del genere in questione, con un'atmosfera oscura, plumbea e decadente che crea un bilanciato connubio tra frangenti più melodici, grazie alla voce calda e profonda, ed altri più funerei senza tuttavia sfociare nelle soluzioni funeree più opprimenti ed allungate tipiche del Funeral Doom.
Alla fine del 2013 viene rilasciato il video di "Sense of the Night" per House of Ashes. La regia è stata affidata alla regina dell’Horror Metal, Cadaveria, che ha dato la sua personale impronta visionaria al sound cupo e passionale della band, mentre le riprese sono opera di Flegias, già cantante degli storici Necrodeath. Costumi ed effetti speciali sono stati realizzati da Jessica Nulli e la protagonista femminile del video è Lilith Lamia.
Dopo l'uscita di questo disco la band è stata nuovamente occupata in una serie di concerti live come band principale e di supporto. Spiccano in particolare quelli con Swallow the Sun, Antimatter, Officium Triste, Ophis, Evadne, Necrodeath, In Loving Memory, Black Oath e Shattered Hope.
Il brano originale "Drifting Islands" è stato selezionato per apparire nella compilation "Mires of Sorrow – Tribute to My Dying Bride" pubblicata nel 2016 in inghilterra nella tiratura limitata di 100 copie fisiche. Della canzone è stato realizzato anche un video lyrics.
Nel 2016 i Tethra pubblicano come singolo digitale una cover personale del classico brano dei Candlemass, "Solitude", di cui è stato realizzato un video. La band si unisce con questo contributo personale alla celebrazione dei 30 anni di attività dei Candelmass, che così tanto hanno influenzato la loro formazione.

### "Like Crows for the Earth" (2016-2019)
Nel 2017 pubblicano il full length "Like Crows for the Earth" con Sliptrick Records. Questo disco è stato registrato e mixato da Mattia Stancioiu (Labyrinth) agli Elnor Studios e masterizzato da Greg Chandler (Esoteric) nei Priory Studios. È stato stampato in versione digipack e distribuito a livello mondiale in formati fisico e digitale, con l'uscita del disco inizia anche la collaborazione con la Red Mist Booking & Management.
Questo full length è composto da 11 tracce originali e rivela quanto il suono della band si sia evoluto. Elementi come break acustici, assoli sorprendenti, melodie tipicamente doom ne sono esempi perfetti, su cui spicca la voce inconfondibile di Clode. In termini di scrittura delle canzoni i testi sono diventati più intimi, concentrandosi su argomenti come perdita, solitudine e sentimenti di rifiuto. L'album tratta anche di questioni sociali come lo sfruttamento indiscriminato della Terra da parte dell'umanità, metaforicamente rappresentata dal corvo: se non fermato, questo animale rappresenta una minaccia innegabile per il suo ecosistema ed è destinato a distruggere tutte le altre specie.
Una cospicua parte del materiale inciso nel disco è stata composta in un eremo montano riadattato a sala prove. La band ha potuto così comporre e suonare per giorni interi, concentrandosi totalmente sul disco.
Il release party per "Like Crows for the Earth" si è tenuto il 2 febbraio 2017 al The One Metal Live in cui i Tethra hanno suonato come band principale supportati da Plateau Sigma, Tenebrae e Abyssian.
In gennaio 2017 il gruppo pubblica il video lyrics di “The Groundfeeder” prodotto da Adhiira Art.
Tra gli eventi legati a "Like Crows for the Earth", è interessante rilevare un concerto a porte chiuse, senza pubblico in sala e visibile solo in streaming per un tempo limitato. L'esibizione è stata ripresa e trasmessa in streaming sulla pagina Facebook della band l'8 giugno 2017 alle ore 22. L'esibizione è rimasta disponibile online per 24 ore ed è poi stata definitivamente rimossa. La band ha dichiarato di aver realizzato questo evento con lo scopo di far riflettere il proprio pubblico sul difficile momento attraversato dalla scena metal italiana: molti locali di piccole e medie dimensioni sono stati costretti a chiudere o a dedicarsi ad altre attività a causa della scarsa affluenza ai concerti. I Tethra hanno così ipotizzato un futuro in cui anche l’ultimo locale dedicato ai live sarà stato chiuso, le band emergenti e underground non avranno più luoghi attrezzati in cui suonare e saranno obbligate a realizzare dirette streaming da sale prove e locali improvvisati per arrivare ai loro fans.
In febbraio 2017 viene pubblicato video clip di "Like Crows for the Earth" con Sliptrick Records, il video è stato diretto da Silvano Ancellotti. Le immagini forti di questo video contengono un'aspra critica legata alle tematiche ambientali e sono state riprese con il preciso scopo di scuotere le coscienze.
Tra il 2017 e il 2018 la band ha promosso il disco con numerosi concerti da headliner in Italia e all'estero. In luglio 2017 i Tethra suonano come band principale al festival Grave Party. In Ottobre 2017 la band ha realizzato un mini tour da headliner in Croazia e Slovenia in e in marzo 2017 un altro mini tour come band principale in Grecia. Altri concerti significativi sono stati quelli in cui hanno condiviso il palco con Negura Bunget e The Vision Bleak.

### "Empire Of The Void" (2020-2023)
Il 20 marzo 2020 pubblicano il loro terzo full length "Empire Of The Void" sotto l'egida dell'etichetta discografica svedese Black Lion.
Il concept che ruota attorno a questo nuovo lavoro si concentra sulla dualità tra ciò che è nascosto nel profondo dell’animo umano e la vastità dello spazio siderale, entrambi imperi del vuoto. “Empire Of The Void” è stato registrato e mixato tra agosto e novembre 2019, agli Elnor Studios da Matt Stancioiu (ex Labyrinth) e masterizzato ai Priory Recording Studios da Greg Chandler (Esoteric). Le tastiere sono di Mr.Triton. La copertina del digipack è stata dipinta da Korvo a.k.a. Korvux Koraz.
Nella sola versione fisica dell'album viene inserita una cover di Space Oddity di David Bowie.
"Empire of the Void" è stato accolto favorevolmente dal pubblico e dalla critica, tanto che è stato nominato nella Readers' Poll dei migliori 150 album del 2020 su Loud and Proud Italy. 
Dall'album viene estratto come primo singolo “Cold Blue Nebula” del quale viene realizzato un video pubblicato il 21 gennaio 2020. Nel 2021 la canzone sarà anche selezionada dalla Black Lion per essere inserita nella compilation "Afterlife in Darkness part 2" pubblicata un doppio cd digipack.

Un mese dopo vede la pubblicazione anche il video del secondo singolo "A Light Year Breath” riguardo al quale la band dichiara:
“Questo secondo singolo è un brano doom-death dalle sfumature gothic in cui le voci di Clode e Gogo Melone (Aeonian Sorrow), insieme, disegnano paesaggi dalle tinte chiaroscure, sostenute da una malinconica melodia che si contrappone a momenti più aggressivi, costruendo un pezzo di grande impatto emotivo e dalle molteplici sfaccettature.

Per poter rendere al meglio tutte le diverse anime del pezzo abbiamo voluto creare una sequenza di immagini ipnotiche, che giocano con i colori e le emozioni ad essi associati, per portare l’ascoltatore ai confini dell’universo attraverso un tunnel fatto di inchiostro e volute di fumo denso”
Il 12 febbraio 2021 vede la luce il liryc video di “Dying Signal”, ultimo singolo estratto dall'album, ed il cui testo è una metafora sul progressivo deterioramento delle relazioni umane nella società moderna. 
A sostegno della promozione dell'album, il 20 giugno 2021 i Tethra si esibiscono in un primo concerto al Legend Club Milano da headliner insieme ad Abbinormal e Crowdead dopo una lunga attesa causata dalle restrizioni varate per contenere l'epidemia di Covid19 e il 27 novembre 2021 volano a Cagliari per un'altra serata da headliner al Fabrik.

## Stile
Con questo progetto i Tethra hanno ricercato fin da subito un suono che deviasse con decisione dalle precedenti esperienze dei membri del gruppo, creando un doom/death evocativo.
I membri della band sono tutti appassionati di un certo tipo di sonorità oscure nate all'inizio degli anni '90 con gruppi poi diventati fondamentali per il genere Doom Death. La passione per queste band, filtrata attraverso le esperienze personali, ha dato vita al suono dei Tethra.

Ne è derivato fin da subito doom dinamico che mescola atmosfere malinconiche e decadenti ad altre più dirette ed aggressive, molto evidente nell'EP "At the Gates of Doom". La band afferma che, già alla fine della prima prova, avevano praticamente composto per intero (liriche comprese) quello che sarebbe diventato il loro manifesto, la canzone "Everyone Must Die", che ha dato il via a quello che sarebbe diventato il loro suono particolare. In un'intervista Clode affermerà che:
"Quando si parla di musica oscura l’eterogeneità è il nostro credo e la Nera Signora la nostra musa ispiratrice”
Contrariamente a quanto si potrebbe immaginare, le influenze musicali della band sono ampie ed eterogenee includendo band seminali come Black Sabbath, My Dying Bride, Candlemass e Paradise Lost, che hanno lasciato un segno indelebile nel loro modo di concepire la musica e suonarla. Si può però dire che la tragicità della vita stessa costituisce l'ispirazione più grande per i membri della band, che si sono trovati a suonare in contesti molto differenti tra loro prima di approdare ai Tethra. Il percorso che hanno attraversato prima di arrivarci ha loro permesso di maturare il loro suono personale.
Il suono doom death melanconico dei Tethra si struttura e arricchisce con il primo full length "Drown into the Sea of Life". Vi si possono trovare infatti sia delle parti molto massicce e pesanti, che parti più melodiche e riflessive, il tutto sempre però contraddistinto dal suono particolare e ormai consolidato dei Tethra. È un bilanciato connubio tra momenti più melodici, grazie alla voce calda e profonda, ed altri più funerei, senza tuttavia sfociare nelle soluzioni più tipiche del Funeral Doom. Vi si possono cogliere echi ed influenze delle band di riferimento dei generi doom death e del gothic, rielaborati in una chiave del tutto personale.
Con l'uscita di "Like Crows for the Earth" il sound dei Tethra subisce un'ulteriore evoluzione. Questo disco è il prodotto di un periodo particolarmente travagliato all’interno della band e questo ha portato la musica ad essere più essenziale e diretta e le atmosfere sono meno tragiche rispetto al passato dando spazio ad atmosfere più introspettive ed evocative. Sotto molti aspetti la band si conferma come gruppo doom atipico perché la loro musica cerca di trasmettere una forte spinta a reagire. Nonostante questa evoluzione nella musica e nelle atmosfere generali, i Tethra sono riusciti a mantenere un suono immediatamente riconoscibile e caratteristico.

## Formazione

### Attuale[41]
- Clode Tethra - voce (2008 - presente)
- Federico Monti in arte Icedman - chitarra (2017 - presente)
- Gabriele Monti - chitarra (2015 - 2018; 2023 - presente)
- Salvatore Duca - basso (2016 - presente)
- Lorenzo Giudici - batteria (2015 - 2018; 2020 - presente)

### Ex componenti[41]
- Belfagor - chitarra (2008 - 2014)
- Michele Ercolano in arte Mike - batteria (2008 - 2015)
- Alessandro Guarino in arte Alex - basso (2008 - 2012)
- Giuseppe Aufiero - basso (2012 - 2016)
- Luca Mellana - chitarra (2015 - 2017)
- Daniele Ferru - batteria (2018 - 2020)
- Alberto Coerezza in arte Guardian Angel - chitarra (2018 - 2021)

## Discografia[42]

### EP
- 2010 - At the Gates of Doom.

### Album in studio
- 2013 - Drown into the Sea of Life.
- 2017 - Like Crows for the Earth.
- 2020 - Empire of the Void
- 2024 - Withered Heart Standing

### Apparizioni
- 2011 - Vomit Arcanus Barrio's.
- 2016 - Mires of Sorrow–Tribute to My Dying Bride.
- 2020 - La Danse Macabre Vol.8
- 2021 - Afterlife in Darkness part 2

### Singoli digitali
- 2016 - Solitude (Tribute to Candlemass).

## Videografia

### Video musicali
- 2011 - Everyone Must Die[13]
- 2014 - Sense Of The Night[19]
- 2016 - Candlemass, "Solitude"[22]
- 2017 - Like Crows for the Earth[30]
- 2020 - A Light Year Breath (ft Gogo Melone)
- 2020 - Cold Blue Nebula
- 2025 - Days of Cold Sleep

### Video lyrics
- 2017 - The Groundfeeder.[43]
- 2021 - Dying Signal
- 2025 - Liminal
- 2025 - Nighttime Surrender